# 阿部宗孝
阿部 宗孝（あべ むねたか、1875年（明治8年）6月20日 - 1944年（昭和19年）3月31日）は、日本の教育者。山口県豊浦郡( 現・下関市）の出身である。東京府立六中（都立新宿高校）初代校長、府立高等学校2代目校長。

## 経歴・人物
1875年（明治8年）6月20日、山口県豊浦郡豊田中村（現：下関市豊田町）に、豊浦藩藩士・阿部宗忠の二男として出生。初め伝（つたえ）、1911年（明治44年）に宗孝と改名し、陸柱と号した。兄が早逝したため嫡子となった。
1902年（明治35年）に東京帝国大学文科大学国史科を卒業後、神奈川県立第二中学校（現：神奈川県立小田原高等学校）へ教諭として赴任した。赴任当初は絣木綿の着物に袴をつけていたことからまるで書生のようであったという。1904年（明治37年）には初代校長の吉田庫三の後を継いで第2代校長に就任。この時29歳で、若い校長に人々は驚いたという。
先代の吉田庫三が吉田松陰の甥でありながら生徒の前ではそのことについて一言も触れなかったことに対し、阿部は大いに吉田松陰や乃木希典について語り、頼山陽の詩を朗吟したという。1922年（大正11年）までの在任中、小田原駅開設に伴う小田原中学校（1913年に第二中学校から改称）の校地移転に尽力した。在任中の1916年に転入してきた閑院宮春仁王を卒業まで教育したが、のちに木戸幸一は、阿部が閑院宮を祀り上げ過ぎたと批判的に述べている。
第二中学校長在任中の1907年（明治40年）からは、小田原町立小田原女学校（後の神奈川県立小田原城内高等学校）の初代校長も兼務した。阿部は、この女学校が後に高等女学校に移行できるように、教員は有資格者を揃え、町の財政負担を軽減するため、校長給をすべて教育給に流用し、備品も第二中学校のものを使用する等、節約に努めた。また、生徒の服装が華美にならないよう、リボンではなく簪を着用するよう指導した。この簪には、八咫鏡と梅をあしらった徽章がつけられ、これが同校の校章となった。翌年・1908年（明治41年）に高等女学校へ移行すると同時に初代校長に就任し、1909年（明治42年）まで兼務した。
1922年（大正11年）4月に東京府立第六中学校（現：東京都立新宿高等学校）が開校すると初代校長に就任した。阿部は皇道主義思想の持ち主だったことから、明治天皇御製「さしのぼる朝日のごとくさわやかに　もたまほしきは心なりけり」の朝礼での斉唱、毎年4月の明治神宮参拝、軍艦三笠の時鐘を「興国の鐘」と称して月曜日の朝礼時や儀式時に自ら振打、「興国教育」に基づく校訓「尊皇敬神」「剛健明朗」「誠実勤勉」の決定等を実行した。この他、「六中大家族主義」を唱えて、「師弟同行、寛容と融和」の校風形成を目指し、また「全員指導者」育成論に基づき学級には級長（学級委員）を設けず、週番・代表制を実施した。1923年（大正12年）4月には校友会「朝陽会」を設立。会は現在も新宿高校の教育活動への支援等を行っている。

## 年譜
- 1875年（明治 8年） - 山口県豊浦郡豊田中村（現：下関市豊田町）に出生。
- 1890年（明治23年） - 私立豊浦学校（現：山口県立豊浦高等学校）卒業。
- 1897年（明治30年） - 山口高等中学校（後の山口高等学校・現：山口大学）卒業。
- 1897年（明治30年） - 旧制徳山中学校（現：山口県立徳山高等学校）に赴任。
- 1898年（明治31年） - 山口中学校豊浦分校（現：山口県立豊浦高等学校）に赴任。
- 1900年（明治33年） - 東京帝国大学文科大学国史科に入学。
- 1902年（明治35年） - 東京帝国大学卒業。神奈川県立第二中学校（現：神奈川県立小田原高等学校）へ赴任。
- 1904年（明治37年） - 神奈川県立第二中学校第2代校長に就任。
- 1907年（明治40年） - 小田原町立小田原女学校（後の神奈川県立小田原城内高等学校）初代校長に就任（兼務）。
- 1908年（明治41年） - 小田原町立小田原高等女学校（後の神奈川県立小田原城内高等学校）初代校長に就任（兼務）。
- 1911年（明治44年） - 伝から宗孝へ改名。
- 1922年（大正11年） - 東京府立第六中学校（現:東京都立新宿高等学校）初代校長に就任。
- 1936年（昭和11年） - 東京府立高等学校（現：首都大学東京）第2代校長に就任。
- 1941年（昭和16年） - 満州国吉林師道大学学長に就任。
- 1944年（昭和19年） - 死去。